# Liste der Bischöfe von Nevers
Die folgenden Personen waren Bischöfe von Nevers (Frankreich):
- um 505–um 516: Heiliger Euladius
- um 517: Tauricianus
- 538–541: Rusticus
- 549–um 558: Heiliger Arigius (Arey, Araeus)
- 558–um 566: Euphronius
- 567–um 580: Heiliger Aeoladus
- um 581–594: Heiliger Agricola, † 26. Februar 594
- Fulcilius (19 Jahre lang)
- um 624–653: Rauracus
- 658–um 665: Leodebaldus
- um 658: Hecherius
- 665–668: Heiliger Deodatus
- Gilbert (?)
- um 672–um 690: Rogus
- um 690–696: Heiliger Itherius, † 8. Juli 696
- 696–um 701: Ebarcius
- Opportunus
- ?–726: Heiliger Nectarius, † 746
- 747: Chebroaldus
- 752–767 oder 770: Raginfred (Rainfroi)
- Waldo (25 Jahre lang)
- um 796–815: Heiliger Hieronymus, † 5. Februar 815
- um 817–830: Jonas, † 11. Mai 830
- um 833: Godefred
- um 836: Hugo I.
- 841–860: Hériman, † 22. Juli 860
- Raginus (?)[1]
- um 862: Abbo I.[2]
- um 864: Luidon (?)[3]
- 866–um 883: Abbo II.[2]
- um 886–892: Emmenius (Eumenius), † 31. Oktober 892
- Adalgarius (?)
- 894–um 906: Franco
- 908–916: Atto (Hatto), † 10. Dezember 916
- um 924: Launo (Haino)
- 935–947: Tédalgrin, † 14. Mai 947
- um 948–um 956: Gaubertus
- um 958–959: Gerardus
- 959–980: Natran OSB, † 24. Februar 947
- 982–um 1012: Roclenus
- 1013–1066: Hugo II. de Champallemand, † 7. Mai 1066
- 1066–1074: Malguin, † 1. Juni 1074
- 1. November 1074–1091: Hugo III. de Champallemand, † 23. November 1091
- Sedisvakanz
- um 1096–1099: Guido, † 29. April 1099
- 18. Dezember 1099–1110: Hervaeus, † 8. August 1110
- April 1111–1121: Hugo IV., † 25. Februar 1121
- 1121–1145: Fromond, † 29. November 1145
- 1147–1159: Godefred, † 14. Februar 1159
- 1160–1177: Bernard de Saint-Saulge, † 14. Februar 1177
- 1177–1189: Theobald, † 25. April 1189
- 1190–15. Juni 1196: Jean I.
- 1196–11. Januar 1202: Gauthier
- um 1204–19. Mai 1221: Guillaume I. de Saint-Lazare
- 1222–4. Dezember 1222: Gervais de Châteauneuf
- 1223–28. Juli 1230: Renaud I.
- 1232–um 1240: Raoul de Beauvais
- 1240–1252 oder 1253: Robert I. Cornut
- 1252 oder 1253–1254: Henri Cornut
- 1254–31. Mai 1260: Guillaume II. de Grandpuy
- um 1262–1272: Robert II. de Marzi
- 1273–1276: Gilles I. de Châteaurenaud
- um 1277–5. September 1283: Gilles II. du Chastelet
- 1284–1294: Gilles III. de Mauglas
- 1294–1314: Jean II. de Savigny
- 1315–1319: Guillaume III. Beaufils
- 1320–1322: Pierre I. Bertrand (Kardinal)
- um 1322–1333: Bertrand I. Gascon
- 1333–1335: Jean III. Mandevillain
- 1335–1339: Pierre II. Bertrand de Colombiers (Kardinal)
- 1340–1341: Albert Acciaioli
- 1341–um 1357: Bertrand II. de Fumel
- um 1360: Renaud II. des Moulins
- 1361–1371: Pierre III. Aycelin de Montaigut
- 1371–1372: Jean IV. de Neufchâtel
- 1374–1380: Pierre V. de Dinteville
- 1381–16. Januar 1395: Maurice de Coulange-la-Vineuse
- 1395–1400: Philippe I. Froment
- 1401–22. Juli 1430: Robert III. de Dangueil
- 1430–1436: Jean V. Germain
- 30. August 1436?–1444: Jean VI. vivien
- 20. November 1445–1461: Jean VII. d’Estampes (Haus Estampes)
- 4. April 1462–3. Juni 1499: Pierre VI. de Fontenai
- 24. Januar 1500–1505: Philipp II. von Kleve
- 31. Mai 1505–12. September 1507: Antoine de Fleurs
- 29. Oktober 1508–30. Juli 1512: Jean VII. Bohier
- 9. Januar 1513–11. Februar 1519: Imbert de la Platière de Bourdillon
- 13. März 1519–22. April 1539: Jacques I. d’Albret (Haus Albret)
- 5. Juni 1540–5. Mai 1546: Charles I. Kardinal de Bourbon, Kardinal von Vendôme
- 5. Mai 1546–1558: Jacques II. Spifame
- 27. Januar 1559–7. April 1578: Gilles IV. Spifame
- 22. Juli 1578–1. März 1606: Arnaud Sarbin de Sainte-Foi
- 19. November 1606–17. Juni 1643: Eustache I. du Lys
- 1643–1666: Eustache II. de Chéri
- 28. August 1667–3. September 1705: Edouard I. Valot
- 1705–20. Juli 1719: Edouard II. Bargedé
- 1719–20. Februar 1740: Charles II. Fontaine des Montées
- 1740–4. April 1751: Guillaume IV. d’Hugues de la Motte (dann Erzbischof von Vienne)
- 4. April 1751–1782: Jean-Antoine Tinseau
- 5. Januar 1783–1788: Pierre VII. de Séguiran
- 1789–1790: Louis-Jérôme de Suffren de Saint-Tropez
- 1791–1793: Guillaume (V.) Tollet

Am 29. November 1801 wurde das Bistum Nevers aufgelöst und sein Gebiet wurde dem Erzbistum Bourges angegliedert, am 6. Oktober 1822 wurde es von Papst Pius VII. restituiert.
- 1823–1829: Jean-Baptiste-François-Nicolas Millaux
- 1829–1834: Charles III. de Douhet d’Auzers
- 1834–1842: Paul Naudo (danach Erzbischof von Avignon)
- 1842–1860: Dominique-Augustin Dufêtre
- 1860–1873: Théodore-Augustin Forcade, M.E.P. (dann Erzbischof von Aix)
- 1873–1877: Thomas-Casimir-François de Ladoue
- 1877–1903: Etienne-Antoine-Alfred Lelong
- 1906–1910: François-Léon Gauthey (dann Erzbischof von Besançon)
- 1910–1932: Pierre VIII. Chatelus (dann Titularerzbischof von Leukas)
- 1932–1963: Patrice Flynn
- 1963–1966: Michel-Louis Vial (danach Bischof von Nantes)
- 1966–1987: Jean-François-Marie Streiff
- 1988–1997: Michel Paul Marie Moutel, P.S.S. (dann Erzbischof von Tours)
- 1998–2011: François Joseph Pierre Deniau
- 2011–2023: Thierry Brac de la Perrière (dann Weihbischof in Lyon)
- seit 2024: Grégoire Drouot